# Thomas Waitz
Pour les articles homonymes, voir Waitz.
Thomas Alexander Waitz, né le 16 mai 1973 à Vienne, est un homme politique autrichien, membre des Verts - L'Alternative verte. Il est député européen de 2017 à 2019 et depuis 2020.

## Biographie

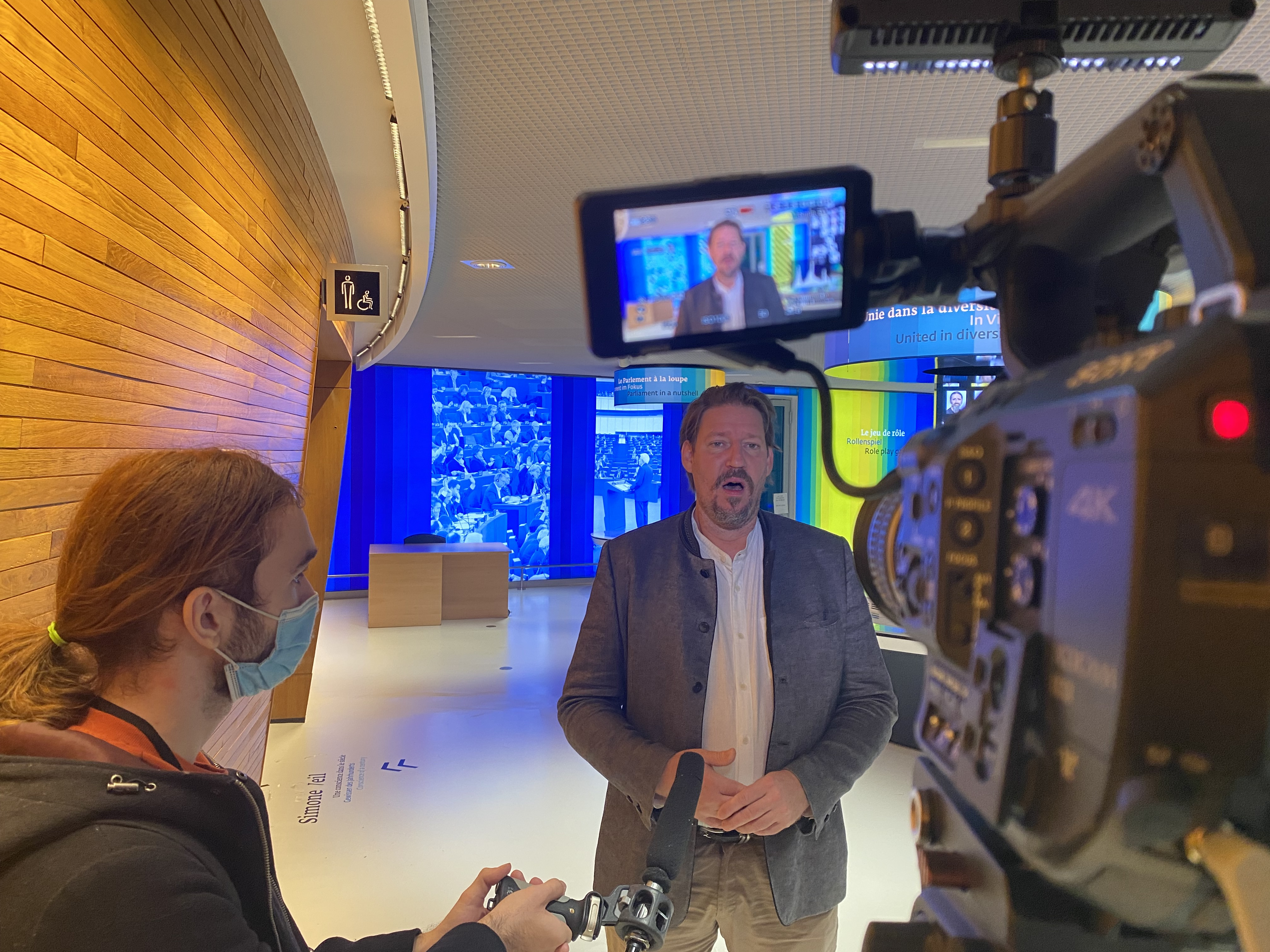
Thomas Waitz au Parlement Européen à Strasbourg en 2021

Membre des Verts (Die Grünen), il est candidat aux élections européennes de 2014 mais il ne devient député européen qu'en novembre 2017 à la suite de la démission d'Ulrike Lunacek et conserve son siège jusqu'à la fin de la législature en juillet 2019. Il le retrouve le 1er février 2020 est est réélu en 2024. Il est depuis 2019, co-président du Parti vert européen aux côtés de la femme politique belge Évelyne Huytebroeck.